# منطقه گوئیلالا
منطقه گوئیلالا یکی از منطقه های استان مرکزی واقع در کشور پاپوآ گینه نو می باشد. مرکز این منطقه تاپینی است. این منطقه خود از ۳ فرمانداری محلی تشکیل می گردد که هر فرمانداری به منظور سهولت در امر آمارگیری خود به چند بخش تقسیم می شود.

## تقسیمات
این منطقه دارای ۳ فرمانداری محلی است که اسامی آن ها به شرح زیر است:
- فرمانداری محلی روستایی گوآری

- فرمانداری محلی روستایی تاپینی

- فرمانداری محلی روستایی ووئیتاپه